# (15640) 2632 P-L
A (15640) 2632 P-L a Naprendszer kisbolygóövében található aszteroida. Cornelis Johannes van Houten, Ingrid van Houten-Groeneveld és Tom Gehrels fedezte fel 1960. szeptember 24-én.